# Hübner Mühle

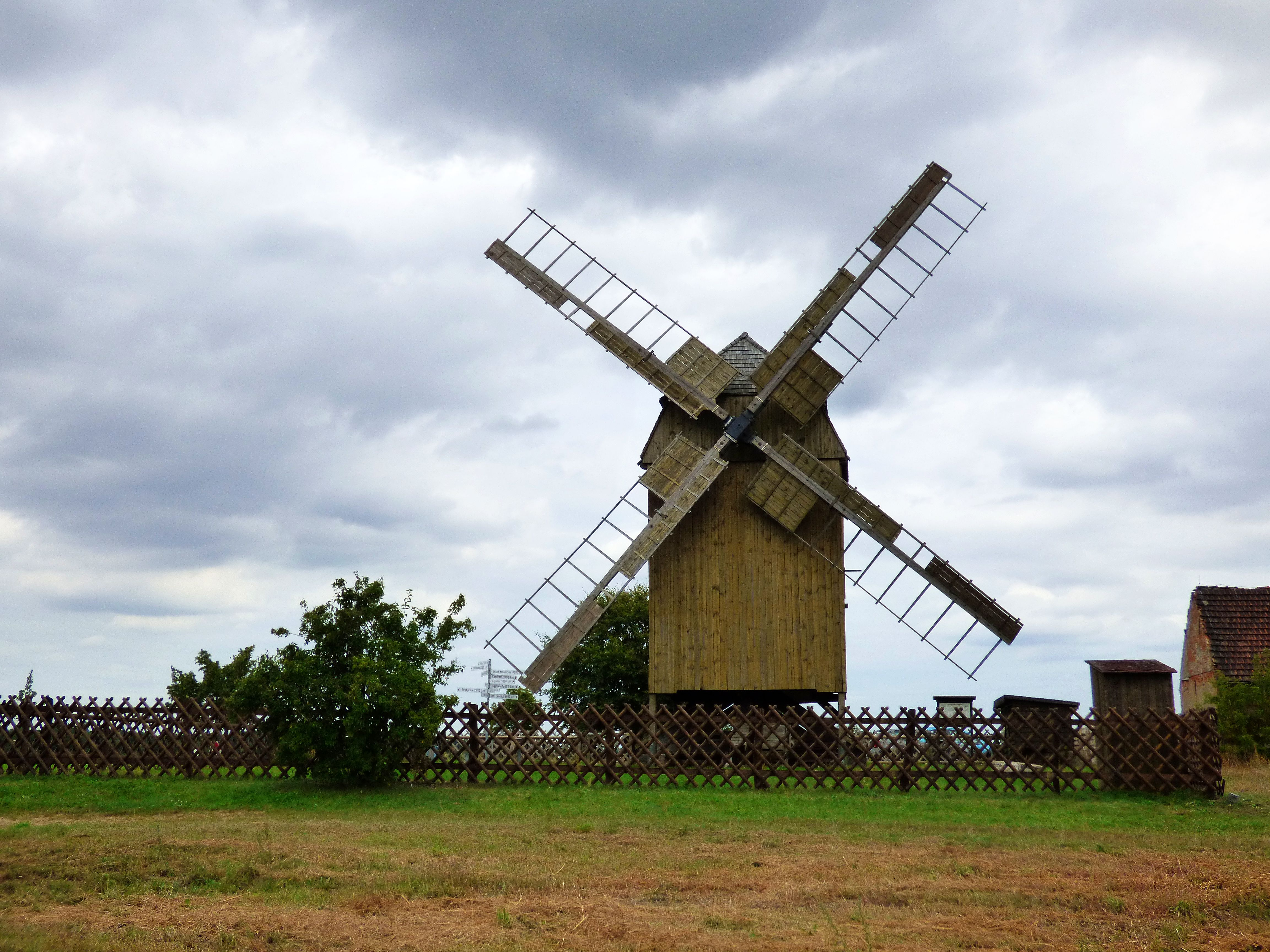
Die Großwiger Hübner Mühle (August 2016)

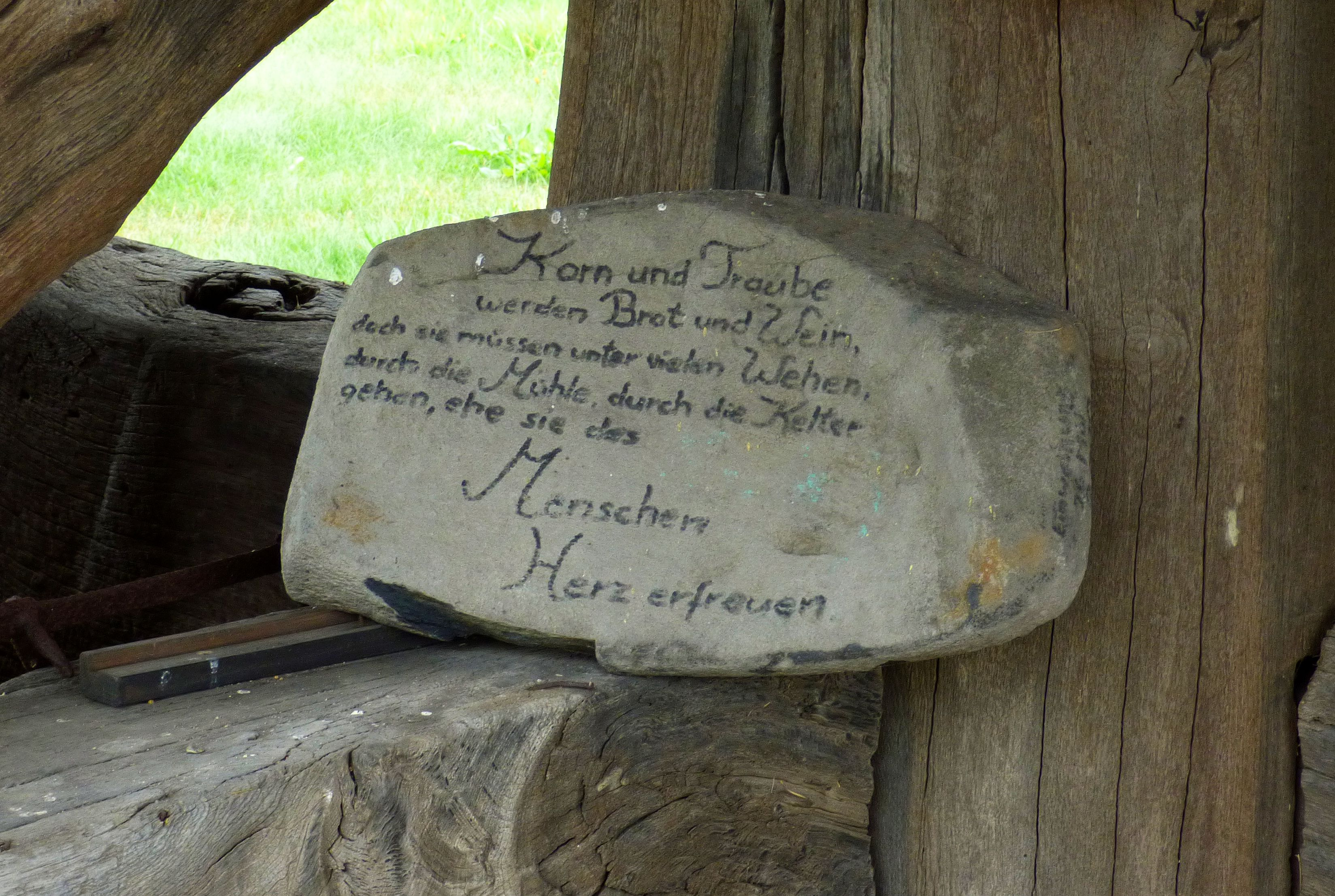
Müllerspruch am Mühlenbock

Die heute als "Hübner Mühle"  bekannte Mühle ist eine historische Bockwindmühle im zur nordsächsischen Gemeinde Dreiheide gehörenden Ortsteil Großwig im Landkreis Nordsachsen. Das technische Denkmal befindet sich nördlich des Dorfes auf halber Strecke in Richtung dem Ortsteil Süptitz unmittelbar an der Bundesstraße 183 auf einer Anhöhe im Osten des Naturparks Dübener Heide.

## Geschichte
Die über mehrere Generationen im Besitz der Familie Hübner gestandene Bockwindmühle wurde in den Jahren 1845 bis 1847 am Standort einer abgetragenen Mühle errichtet. Der Überlieferung nach soll sich an dieser Stelle bereits im 16. Jahrhundert eine Mühle befunden haben. Eine sich hier befindliche Mühle wurde der Überlieferung nach während des Siebenjährigen Krieges im Jahre 1760 zunächst durch einen schweren Sturm schwer beschädigt und anschließend von österreichischen Soldaten weitgehend zerstört worden sein. Während dieser Zerstörungsaktion soll ein österreichischer Offizier erschlagen worden sein. Dessen Erbzins musste an das Großwiger Rittergut abgeführt werden.
Im Jahre 1970 ging die zuletzt mit einem Elektroantrieb versehene Mühle schließlich außer Betrieb. Bis in die späten 1980er Jahre wohnte eine Familie Fehse auf dem Gehöft, bis das letzte Familienmitglied in ein Haus nahe dem alten Gasthof in Großwig (Ortsmitte) zog. Das historische Mühlengehöft wurde 1989 verkauft. Zuvor waren Mitte der 1970er Jahre bereits die Flügel der Mühle demontiert worden. Das historische Bauwerk wurde schließlich 1999 von der Gemeinde Dreiheide käuflich übernommen. Noch im selben Jahr wurde die Mühle mit Hilfe von Fördergeldern rekonstruiert und im Folgejahr im funktionstüchtigen Zustand als Schaumühle wieder eröffnet. Die Restaurierungskosten betrugen etwa 180000 D-Mark, wovon 80 Prozent gefördert wurden.
Auf dem Grundstück der Mühle befindet sich des Weiteren ein 8,50 Meter tiefer im Jahre 1823 angelegter und 1856 vertiefter Schachtbrunnen, der mit Felssteinen ausgebaut wurde. Innerhalb des Brunnens sind auf zwei Sandsteinen Initialen und Inschriften zu finden.
Eine regelmäßige Veranstaltung auf dem Gelände ist der jährliche Deutsche Mühlentag, in dessen Verlauf die Bockwindmühle besichtigt werden kann.
Das sich in unmittelbarer Nachbarschaft stehende einst dazugehörende Mühlengehöft, befindet sich in der Gegenwart in einem weitgehend verfallenen Zustand.

Zustand im Jahre 1975
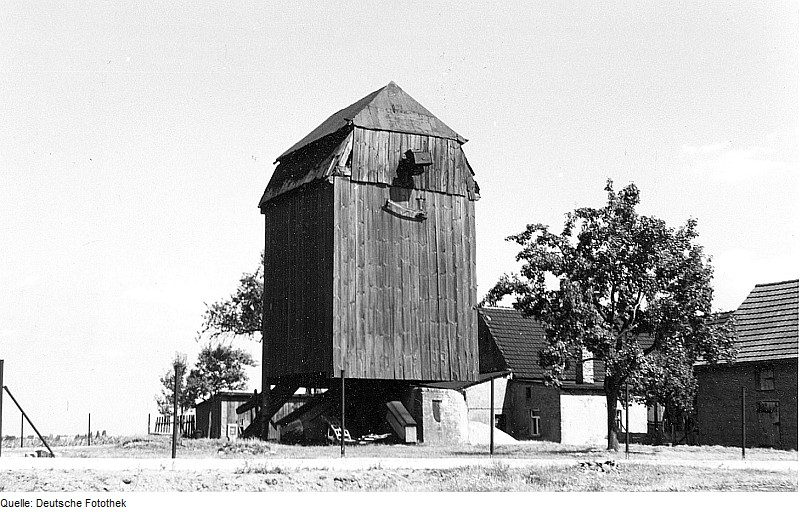
Ansicht aus nordöstlicher Richtung
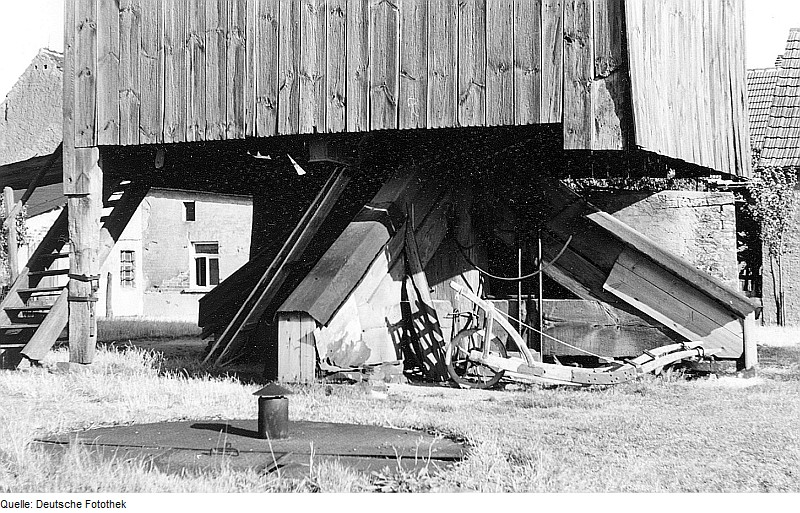
Mühlenbock
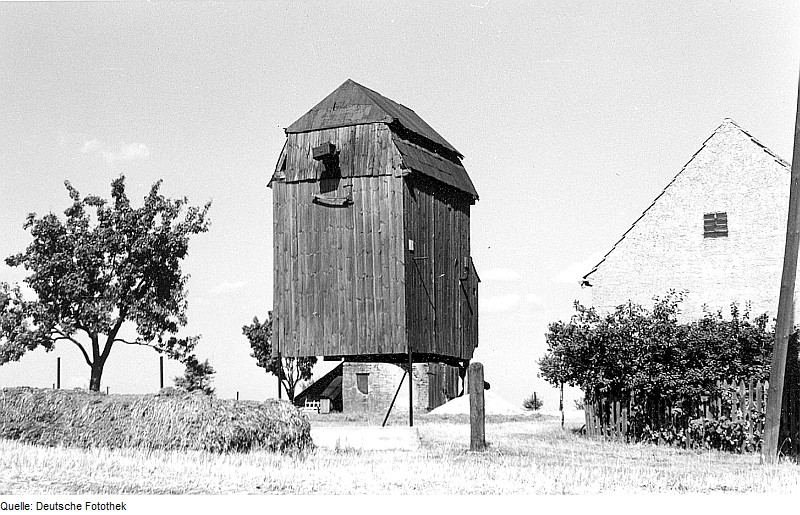
Ansicht aus südöstlicher Richtung